# Картузский повет
Картузский повят (пол. Powiat kartuski, кашуб. Kartësczi kréz) — повят (район) в Польше, входит как административная единица в Поморское воеводство. Центр повята — город Картузы. Занимает площадь 1120,04 км². Население — 128 062 человека (на 30 июня 2015 года).

## Административное деление
- города: Картузы, Жуково
- городско-сельские гмины: Гмина Картузы, Гмина Жуково
- сельские гмины: Гмина Хмельно, Гмина Пшодково, Гмина Сераковице, Гмина Сомонино, Гмина Стенжица, Гмина Суленчино

## Демография
Население повята дано на 30 июня 2015 года.
| Перепись            | Всего   | Мужчины | Женщины |
| ------------------- | ------- | ------- | ------- |
|                     | чел.    | чел.    | чел.    |
| Всего               | 128 062 | 64 066  | 63 996  |
| Городское население | 21 391  | 10 333  | 11 058  |
| Сельское население  | 106 671 | 53 733  | 52 938  |